# Parafia Najświętszego Ciała i Krwi Chrystusa w Toruniu
Parafia Najświętszego Ciała i Krwi Chrystusa w Toruniu – parafia rzymskokatolicka w diecezji toruńskiej, w dekanacie Toruń I, z siedzibą w Toruniu.
Parafia została erygowana 16 listopada 1987 roku. Pierwsze nabożeństwa odbywały się w tymczasowej kaplicy przy ul. Działowskiego 4a/37. Pierwszym proboszczem został ks. Mirosław Owczarek. 3 czerwca 1988 roku rozpoczęto wykopy pod fundamenty tymczasowej kaplicy. 13 listopada 1988 roku kaplica została poświęcona.

## Odpust
- Najświętszego Ciała i Krwi Chrystusa – ipsa die[2]

## Zasięg parafii
Do parafii należą wierni z Torunia mieszkający przy ulicach: Bukowej, Cedrowej, Hebanowej, Działowskiego, Dziewulskiego, Jamontta, Ks. Alfonsa Mańkowskiego, Niesiołowskiego, Piskorskiej, Przybyłów, Szosa Lubicka 133 i Płatanowa.